# كيم ميريت
كيم ميريت (بالإنجليزية: Kim Merritt)‏ هي عداءة مراثونية أمريكية، ولدت في 22 مايو 1955 في راسين في الولايات المتحدة.